# Ernesto Quesada
Pour les articles homonymes, voir Quesada.
Ernesto Quesada (Buenos Aires, 1er juin 1858 ― Spiez, Suisse, 7 février 1934) est un juriste, essayiste, historien et linguiste argentin.

## Biographie
Après des études secondaires au Colegio San José, Ernesto Quesada accompagne de 1873 à 1875 son père Vicente Gaspar Quesada, futur directeur de la Bibliothèque nationale d’Argentine, dans ses voyages en Europe et suit pendant une brève période les cours d’un lycée de Dresde. De retour à Buenos Aires en 1875, il passe son bac au Colegio Nacional de cette ville, puis, à partir de 1878, poursuit pendant deux ans des études supérieures à Berlin et à Leipzig. En 1882, il obtient son doctorat en droit à l’université de Buenos Aires (UBA). C’est vers cette époque qu’il se prend d'intérêt pour les voyages et les langues classiques.
En 1898, il fait paraître un ouvrage sur la dictature de Juan Manuel de Rosas, intitulé La época de Rosas: su verdadero carácter historique. En 1905, il accepte une charge d'enseignant à la faculté de philosophie et lettres de l’UBA, puis donne cours à l’université nationale de La Plata et à la faculté de droit et des sciences sociales de l'université de Buenos Aires. En 1909, Quesada se rend une nouvelle fois en Europe, publiant peu après, en 1910, le compte rendu des expériences faites à cette occasion, sous le titre de La eseñanza de la historia en las universidades alemanas. De sa plume parut en 1911, dans la Revista Argentina de Ciencias Politicas, l’essai La educación social argentina, et en 1912, dans la Revista de la Universidad de Buenos Aires, l’essai Los sistemas de promoción en la Universidad de Londres.
En 1914, il fait la rencontre de la journaliste et écrivaine allemande Leonore Niessen-Deiters, qu’il épouse en secondes noces. Il prend part au 2e Congrès scientifique panaméricain, réuni à Washington (États-Unis) en 1916. En 1928, Ernesto Quesada vient s’installer avec sa femme dans la localité suisse de Spiez, sur le lac de Thoune, où il passe les dernières années de son existence.
L’année de son déménagement en Suisse, il fait don de sa bibliothèque privée, riche de 80 000 volumes, à l’État de Prusse et fut ainsi à l’origine de l’Institut ibéro-américain de Berlin, où se trouve aujourd'hui conservé le fonds posthume laissé par l'historien.